# Puchkirchen am Trattberg
Puchkirchen am Trattberg là một đô thị thuộc huyện Vöcklabruck thuộc bang Oberösterreich, Áo. Đô thị Puchkirchen am Trattberg có diện tích 8 km², dân số thời điểm năm 2006 là 963 người.